# دانيال ماكورماك
دانيال ماكورماك (بالإنجليزية: Danielle McCormack)‏ هي ممثلة بريطانية، ولدت في 18 سبتمبر 1983 في يوركشاير في المملكة المتحدة.

## وصلات خارجية
- دانيال ماكورماك على موقع IMDb (الإنجليزية)
- دانيال ماكورماك على موقع ميوزك برينز (الإنجليزية)
- دانيال ماكورماك على موقع أول موفي (الإنجليزية)
- دانيال ماكورماك على موقع قاعدة بيانات الأفلام السويدية (السويدية)
- دانيال ماكورماك على موقع قاعدة بيانات الفيلم (الإنجليزية)
- دانيال ماكورماك على موقع كينوبويسك (الروسية)